# Fred Van Rensburg
Fred Van Rensburg – południowoafrykański snookerzysta.
Należał do czołówki światowej w latach 60. W 1965 roku był pretendentem do  mistrzostwa świata, przegrał jednak zdecydowanie mecz z obrońcą tytułu, Johnem Pulmanem 12:39.